# Tour des Pêcheurs (Haguenau)
La tour des Pêcheurs est un monument classé historique depuis 1923 situé à Haguenau, dans le département français du Bas-Rhin.

## Localisation
Ce monument est situé au 2 quai des Pêcheurs à Haguenau, en face du lycée Robert-Schuman.

## Historique
Jusqu’à la Révolution, la Moder est navigable, et des bateaux de pêche à fond plat entrent et sortent de la ville. C’est l’existence de cette herse qui explique la dénomination du moulin de la Herse. Cette herse n'existe plus maintenant mais la tour est toujours là. Vous la trouverez sur le quai des pêcheurs.
Construite entre 1228 et 1235. Elle comporte une arche enjambant la Moder. Elle est classée aux monuments historiques. De forme octogonale, son premier niveau date du XIIIe siècle avec un appareil en briques et blocs de gré (céramique). Les niveaux supérieurs datent du XVIe siècle.
Au pied de la tour les soirs d'été il y a  "le rendez-vous de la tour" qui propose de nombreuses activités : concerts, démonstrations, ateliers, expos, soirées thématiques... 

## Architecture
La tour date du XIIIe et du XVIe siècle et a été restaurée de nombreuses fois. Elle est de plan octogonal et possède un rez-de-chaussée voûté en cul-de-four avec trappe zénithale et actuellement un étage ouvert sur la charpente de la flèche. Les ouvertures situées vers l'ouest sont d' apparence moderne, d'autres ouvertures sont en fait emmurées. Dans les pans est,  vers l'extérieur de l'enceinte se trouvent trois canonnières. Vers le nord, la tour est flanquée d'une arche chaperonnée enjambant la Moder. Elle était autrefois utilisée pour fermer le soir l'accès de la ville par la rivière à l'aide d'une herse.